# 795
795 (DCCXCV) var ett normalår som började en torsdag i den julianska kalendern.

## Händelser

### December
- 27 december – Sedan Hadrianus I har avlidit två dagar tidigare väljs Leo III till påve.[1]

### Okänt datum
- Vikingar omtalas för första gången på Irländska sjön. De anfaller Wales sydligaste kust men även Irland. Ön "Rechru" (nuvarande Lambey vid Dublin) härjas, så också ön Iona med ett kloster uppfört av Columba d.ä.

## Födda
- Lothar I, romersk kejsare 840–855 och kung av Mellanfrankiska riket (Lotharingia) 843–855
- Æthelwulf, kung av Wessex 839–856 (född omkring detta år)

## Avlidna
- 25 december – Hadrianus I, påve sedan 772